# 파오 자치구
파오 자치구(버마어: ပအိုဝ့်ကိုယ်ပိုင်အုပ်ချုပ်ခွင့်ရဒေသ)는 2008년 새 헌법에 따라 신설된 미얀마의 자치구이며 샨 주의 세 군구를 포함하여 만들어졌다. 2010년 8월 20일 대통령령으로 신설되었다. 파오족의 자치 구역이다.